# Антуан Арно (батько)

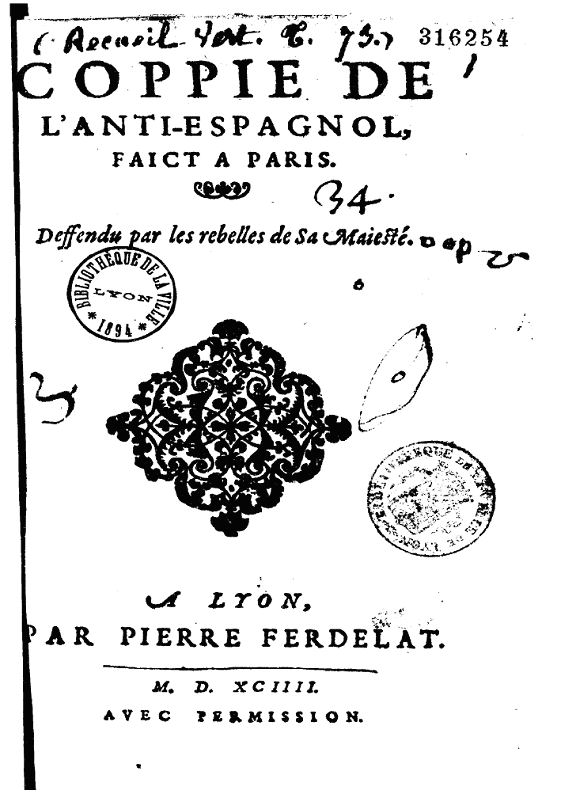
Памфлет Антуана Арно 1594

Антуан Арно (фр. Antoine Arnauld; 1560 — 29 грудня 1619) — французький публіцист, походив з давньої оверньської родини, члени якої не раз відзначалися військовими та державними заслугами.
Як палкий захисник Генріха IV і автор політичних брошур, а також як енергійний захисник Паризького університету проти єзуїтів 1594 року, він накликав на себе ненависть ордену. Єзуїти переслідували його до самої смерті.

## Відомі родичі
Антуан Арно мав двадцять дітей, з них десять дожили до дорослого віку, найвідоміші:
- Робер д'Андільї — старший син, народився 1588 року, помер 27 вересня 1674, відомий як письменник-мораліст і перекладач Йосипа Флавія та Жуана Давільє. Вважався одним із найкращих французьких стилістів.
- Марі Анжеліка Арно — дочка, відома в чернецтві під ім'ям Анжеліки, була настоятелькою Пор-Рояля.
- Жанна Катрін Агнеса Арно (1593—1672) — дочка, відома в чернецтві під ім'ям Агнеси, була настоятелькою Пор-Рояля.
- Антуан Арно — син, теолог, філософ та математик, вивчав спершу юридичні науки, а пізніше під впливом Сен-Сірана та Янсена займався богослів'ям. Лідер янсеністів.